# Pierre Judet de la Combe
Pierre Judet de la Combe (* 1949) ist ein französischer Gräzist und Directeur d’Études an der École des Hautes Études en Sciences Sociales.
Nach dem Studium an der Universität Lille III wurde Judet de la Combe 1981 mit einer bei Jean Bollack angefertigten Dissertation zu La réflexion lyrique dans l’Agamemnon d’Eschyle („Die lyrische Reflexion im Agamemnon des Aischylos“) promoviert. Die Habilitation à Diriger des Recherches (akademische Lehrbefähigung) erlangte er 1992 mit einem Commentaire des épisodes de l’Agamemnon d’Eschyle („Kommentar zu den Epeisodien des Agamemnon des Aischylos“).
1975 trat er in den CNRS ein, von 1986 bis 1997 war er Direktor des Centre de Recherche Philologique der Universität Lille III. 2002 wird er zum Directeur d’Études an der École des Hautes Études en Sciences Sociales ernannt, seit 2003 ist er Mitglied eines Centre de recherches interdisciplinaires sur l’Allemagne des CNRS und der École des Hautes Études en Sciences Sociales. Neben der Lehre an der Universität Lille III (seit 1978) unterrichtete Judet de la Combe von 1981 bis 1987 Griechische Literatur an der École Normale Supérieure, rue d’Ulm. Seit 2003 lehrt er Literarische Interpretation an der École des Hautes Études en Sciences Sociales. 2002 war er Gastprofessor an der Universität São Paulo.
Als Schüler und Mitarbeiter von Jean Bollack ist Judet de la Combe zur sogenannten École de Lille zu rechnen. Der Schwerpunkt seiner Forschungen liegt im Bereich der philologisch-hermeneutischen Interpretation der griechischen Tragödie, insbesondere des Aischylos, und der frühen griechischen Dichtung (Hesiod, Stesichoros, Pindar), daneben auch der Geschichte der Philologie und der Zukunft der Bildung in Europa. Zu verschiedenen griechischen Autoren aus seinem Arbeitsbereich hat er auch Übersetzungen ins Französische vorgelegt.

## Schriften (Auswahl)
- La Réplique de Jocaste: sur les fragments d’un poème lyrique découverts à Lille (Papyrus Lille 76 a, b et c). En collaboration avec Jean Bollack et Heinz Wismann. Publications de l’Université de Lille III, Villeneuve-d’Ascq / Maison des sciences de l’homme, Paris, 1977. (online)
- mit Jean Bollack: L’Agamemnon d’Eschyle. Le texte et ses interprétations, vol. 1, 1 (Agamemnon 1, première partie, introduction : «La dissonance lyrique», p. p. xi–cxxv). Presses Universitaires de Lille, Lille / Éditions de la Maison des Sciences de l’Homme, Paris (Cahiers de Philologie 6), 1981.
- L’Agamemnon d’Eschyle, vol. 2 (Agamemnon 2. Le deuxième Stasimon, l’accueil du roi, le troisième stasimon, le dernier «stasimon»). Presses Universitaires de Lille, Lille / Éditions de la Maison des Sciences de l’Homme, Paris (Cahiers de Philologie 8), 1982. (online)
- mit Fabienne Blaise und Philippe Rousseau (Hrsg.): Le Métier du mythe. Lectures d’Hésiode. Presses Universitaires du Septentrion, Lille, 1996 (Cahiers de Philologie 16, série Apparat Critique). (online). Rezension von: Patrick Kaplanian, in: L’Homme 39, No. 151, 1999, 295–298 (online)
- L’Agamemnon d’Eschyle. Commentaire des dialogues. Presses Universitaires du Septentrion, Lille, 2001 (Cahiers de Philologie 18, série Les textes). (online)
- mit Heinz Wismann: L’Avenir des langues : Repenser les humanités. Les Éditions du Cerf, Paris, 2004, ISBN 2-204-07602-3.
- Warum sich mit Sprache beschäftigen? Vorüberlegungen zu einer europäischen Bildung. Erste Wilamowitz-Rede, gehalten am 15. Dezember 2005 in Greifswald. Mit einem Vorwort von Gregor Vogt-Spira. Olms, Hildesheim, Zürich, New York, NY 2007, ISBN 978-3-487-13549-6.
- Les tragédies grecques sont-elles tragiques ? Théâtre et théorie. Bayard Éditions, Montrouge, 2010, ISBN 9782227481398. Rezension von Joshua Billings, in: Bryn Mawr Classical Review 2010.11.40 (online).
- Les Perses, Eschyle, traduction de Pierre Judet de La Combe et Myrto Gondicas, (édition revue et corrigée du texte paru en 2003 aux éd. Comp'act), en ligne et librement téléchargeable sur le site des Éditions Ionas, 2016.